# Here Comes Honey Boo Boo
Here Comes Honey Boo Boo (Chegou Honey Boo Boo) foi uma série de televisão americana que foi ao ar no TLC com a família da da garota de concursos de beleza Alana "Honey Boo Boo" Thompson. O programa estreou em 8 de agosto de 2012 e terminou em 14 de agosto de 2014. Thompson e sua família chegaram à fama na série de televisão do TLC, Toddlers & Tiaras. Ironicamente, o nome do programa vem de uma provocação que Alana atirou em outro participante do concurso durante sua estreia em Toddlers e Tiaras, mas uma má interpretação do público em geral resultou em Alana sendo referida como "Honey Boo Boo Child". O programa gira em torno de Alana "Honey Boo Boo" Thompson e as aventuras de sua família na cidade de McIntyre, na Geórgia. O reality show recebeu críticas predominantemente negativas de críticos de televisão durante a sua execução.
Em 24 de outubro de 2014, o TLC cancelou a série depois de quatro temporadas, seguindo rumores de que a integrante do elenco June Shannon começou a namorar um homem que era um criminoso sexual registrado, o que Shannon e sua filha mais velha Lauryn negaram. Um número de episódios já havia sido gravado para uma quinta temporada, mas foi desarmado até 21 de abril de 2017, quando o TLC foi ao ar quatro dos episódios como o especial de duas horas Here Comes Boo Boo Boo: The Lost Episodes.

## Elenco
Além de Alana, que tinha seis anos de idade quando a primeira temporada foi filmada, a série mostra sua estadia em casa com sua mãe June "Mama June" Shannon; e seu pai, Mike "Sugar Bear" Thompson; e a suas três irmãs: Lauryn "Pumpkin" Shannon, Jessica "Chubbs" Shannon, e Anna "Chickadee" Shannon (agora Anna Cardwell). Anna Shannon deu à luz a filha Kaitlyn Cardwell, na primeira temporada.
A primeira temporada de Here Comes Honey Boo Boo foi ao ar a partir de 8 de agosto à 26 de outubro de 2012, e em seguida foi lançado quatro episódios especiais que foi ao ar no início de 2013.
Em setembro de 2012, Here Comes Honey Boo Boo foi renovada para uma segunda temporada. A segunda temporada estreou em 17 de julho de 2013, e foi concluído em 11 de setembro de 2013. A segunda temporada teve como destaque os preparativos para o casamento/"cerimônia de compromisso", de June Shannon e Mike Thompson. Para a estreia da segunda temporada o TLC distribuído cartões "Watch 'N' Sniff", permitindo que os visitantes liberem os aromas de correlação com cenas específicas.
Em 20 de setembro de 2013, foi anunciado que o TLC tinha encomendado doze episódios da terceira temporada e três especiais. A terceira temporada estreou em 16 de janeiro de 2014, e foi concluído em 6 de março de 2014.

### Curiosidades
A família Shannon é uma família americana, seus membros mais conhecidos por seu envolvimento na televisão na realidade. A família apareceu pela primeira vez na TV em 2011, quando June "Mama June" Shannon e a filha de cinco anos, Alana "Honey Boo Boo" Thompson, apareceram na série TLC, Pequenas Misses. As vitórias de Alana no circuito do concurso de beleza infantil, juntamente com sua personalidade extrovertida, fizeram com que as duas aparecessem regularmente no programa e seu sucesso com o público finalmente lhes permitisse ter sua própria série de reality shows, Here Comes Honey Boo Boo, que contou com os irmãos de Alana, Anna, Jessica e Lauryn, e outros membros da família.

#### Alana Thompson
Alana 'Honey Boo Boo' Thompson (n. 28 de agosto de 2005) é a quarta e mais nova das filhas de June, e seu parceiro de longa data, Mike "Sugar Bear" Thompson. Alana começou a competir em concursos de beleza desde pequena, ganhando seu tempo na tela no popular programa de televisão TLC, Toddlers & Tiaras, que deu aos espectadores uma visão dos bastidores do mundo dos concursos.

#### June Shannon
June Edith 'Mama June' Shannon (n. 10 de agosto de 1979) é a matriarca da família Shannon, mãe de Anna, Jessica, Lauryn e Alana. June nasceu em McIntyre, Georgia, filha de Marvin Shannon e Sandra Hundley, que se divorciaram quando June tinha 2 anos de idade. Ela tem três irmãos, Joanne "Doe Doe" Shannon, Joanie Shannon (hoje McDonald) e James Edward Shannon. Devido às cataratas da infância que não foram tratadas, June é legalmente cega. June engravidou de sua primeira filha, Anna, aos 14 anos e deu à luz apenas alguns dias após seu aniversário de 15 anos. June manteve relações com homens que mais tarde se tornariam criminosos sexuais condenados; suas filhas Jessica e Lauryn são filhas de Michael Anthony Ford (n.1977), durante algum tempo, june namorou Mark McDaniel, condenado por abusar de Anna e quem Lauryn acreditava ser seu pai biológico por algum tempo.

#### Anna Cardwell
Anna Marie 'Chickadee' Cardwell (n. 28 de agosto de 1994) é a mais velha das quatro filhas de June, nascida de June e David Dunn. Como June era tão jovem quando Anna nasceu, tendo completado 15 anos antes de dar à luz, June inicialmente considerou colocar Anna para adoção de sua tia e tio, Janice e James Shannon, mas a papelada nunca foi finalizada e Anna finalmente acabou sendo criada por sua avó materna, Sandra.

#### Jessica Shannon
Jessica Louise 'Chubbs' Shannon (n. 12 de outubro de 1996) é a segunda das quatro filhas de june, nascida de June e Michael Anthony Ford. Ela compartilha um pai com sua irmã mais nova, Lauryn, embora Lauryn tenha sido criada acreditando que Mark McDaniel era seu pai biológico. Quando a família se mudou de McIntyre, na Geórgia, para Hampton, na Geórgia, Jessica, então com 17 anos, não os acompanhou, pois ela tinha menos de três meses até a formatura do ensino médio.

#### Lauryn Shannon
Lauryn Michelle 'Pumpkin' Shannon (n. 7 de janeiro de 2000) é a terceira das filhas de June, nascida de June e Michael Anthony Ford, um criminoso sexual condenado. Lauryn foi criada acreditando que seu pai era Mark McDaniel, um ex-parceiro de June que foi condenado por abusar sexualmente de Anna. Ela tem uma filha, Ella Grace, com Joshua Efird. Aos seis anos de idade, Pumpkin foi atingida por um raio.

#### Mike Thompson
Mike "Sugar Bear" Thompson (n. 13 de dezembro de 1971) é o ex-parceiro de june e pai de Alana. Atualmente, ele é casado com Jennifer Thompson.

#### Kaitlyn Clark
Kaitlyn Elizabeth Clark (n. 26 de julho de 2012) é a mais velha das  filhas de Anna, nascida de Anna aos 17 anos de idade.

## Classificações e recepção
A série atingiu um 1.6 classificação no 18-49 demográfica, atraindo 2,2 milhões de telespectadores. A série teve uma das maiores audiência do TLC em sua primeira temporada. 29 episódios, que vai ao ar na noite de quarta-feira durante a Convenção Nacional Republicana de 2012, atraiu quase 3 milhões de espectadores e marcou 1.3 classificação entre 18 a 49 anos, a mais alta classificação no grupo de idade de qualquer cabo de programa naquela noite, apesar de cerca de 20 milhões de pessoas estavam assistindo a convenção. A convenção da Fox News de cobertura ficou em segundo lugar no período de tempo com um 1.2 classificação, seguida pela NBC com uma cobertura de 1.1.
A reação dos críticos para a série tem sido mista, com alguns caracterizando o show como "ofensivo", "ultrajante" e "exploração", enquanto outros a chamam de "must-see TV" (devem ver televisão).

### Críticas
The A.V. Club chamado o primeiro episódio de "uma história de horror que se apresentam como um reality de televisão," com os outros, de se preocupar com potencial de exploração de crianças. James Poniewozik , principalmente, elogiou o show, mas criticou os produtores para "a maneira que o show parece supõe que os telespectadores vão olhar para essa família e o mundo."
Um crítico da revista Forbes criticou o TLC como uma tentativa de "retratar a família de Alana como uma horda de piolhos-de picking, banha de comer, hooligans do sul da linha Mason–Dixon," afirmando que "cai por terra, porque não há verdade disfunção aqui, guardar para o concurso de beleza as coisas." The Guardian também criticou a tentativa de retratar os Thompsons como pessoas "aponte e snicker," dizendo: "nenhuma das mulheres ou meninas que participam do show parece odiar a si mesmo por sua pobreza, o seu peso, seu  estilo de vida urbano, ou as formas em que eles divergem do padrão de beleza socialmente aceitável".
The Hollywood Reporter , pronunciou o show "horrível", explicando:
You know this show is exploitation. TLC knows it. Maybe even Mama and HBB know it, deep down in their rotund bodies. Here Comes Honey Boo Boo is a car crash, and everybody rubber-necks at a car crash, right? It's human nature. Yes, except that if you play that card, you also have to realize that human nature comes with the capacity to draw a line, to hold fast against the dehumanization and incremental tearing down of the social fabric, even if this never-ending onslaught of reality television suggests that's a losing effort. You can say no to visual exploitation. You can say no to TLC. And you can say no to Honey Boo Boo Child. Somebody has to.
TV Guia’s "Cheers & Jeers 2012" comentou, "Vaias para Here Comes Honey Boo Boo existentes. Alana Thompson e sua família têm reduzido o TV bar para novas profundidades ao mesmo tempo que introduz os telespectadores para os termos 'pé de empilhadeira' e 'pescoço crosta.' Em uma palavra, ewww."
June Shannon tem sido criticada pela dieta de sua filha, que inclui "Go Go Juice", uma mistura de Red Bull e Mountain Dew que contém tanta cafeína como duas xícaras de café. A bebida é usada para a sua filha beber nos concursos. June respondeu a essa crítica, dizendo. "Lá é muito pior do que as coisas...Eu poderia estar dando a ela álcool."

### Louvor
Out elogiado o show para a atitude de Alana Thompson em relação a seu tio paterno ser gay Lee "Poodle" Thompson; Thompson afirmou, "não é nada de errado com um pouco gay." Out observando o show "clara mensagem de igualdade" e disse que a aceitação do seu gay relativo "confundidos" o estereótipo da classe trabalhadora, Sul e mulher branca.
June Shannon foi elogiado pela Mother Nature Network para o seu "afiado senso de negócios", com o qual ela alimenta sua família com US$80 por semana, por recorte de cupons, jogar bingo, exploração de atropelamento, e cheques de aquisição de criança de apoio de cada um de seus quatro filhos dos pais.
Antes da segunda temporada, Hank Stuever do The Washington Post disse que o programa "sente-se tão real para mim como a Grande Depressão imagens captadas por WPA fotógrafos" e elogiou a "sólido—se pouco ortodoxos—valores da família."

### Parodias
Here Comes Honey Boo Boo foi satirizado pela série de TV animada South Park, na décima sexta temporada, o episódios "Raising the Bar", e também pela série de TV animada MAD, em um curta chamado "Here Comes Yogi Boo Boo" e em uma paródia on-line  em CollegeHumor chamado de "Precious Plum."
Christopher Walken, Colin Farrell e Sam Rockwell teve tempo de promover seu novo filme Seven Psychopaths para entregar uma versão dramática de Here Comes Honey Boo Boo.
O filme Scary Movie 5 , contou com uma cena, parodiando Sinister onde Simon Rex é assustada por uma Alana look-a-like que surge de uma caixa de papelão e diz, "Um dólar me faz holanda, honey boo boo child."

### Cancelamento
Em 24 de outubro de 2014, o TLC anunciou o cancelamento do show depois surgiram relatos de que a June Shannon estava namorando um homem condenado por abuso sexual de menores. June e a filha mais velha Lauryn haviam negado a esses relatórios. O homem em questão, Mark Anthony McDaniel, Sr., foi condenado por abuso sexual de menores de 8 anos, em março de 2004. McDaniel é listado como uma marca registrada de criminoso sexual com a Georgia Sex Offender Registry. A filha mais velha de June já havia confirmou que ela foi molestada quando ela era criança por McDaniel com 10 anos de idade. O TLC comentou sobre o futuro da série, sobre a situação atual com a seguinte afirmação: "atualmente, Estamos reavaliando os relatórios, mas no momento, não temos Here Comes Honey Boo Boo em produção".
Uma temporada inteira de apenas episódios – que poderia supostamente preencher seis meses de programação – são deixados exibido, após o cancelamento do show.

### Post de cancelamento
Ao ouvir sobre o cancelamento, a Vivid Entertainment presidente Steven Hirsch , enviou uma carta para June Shannon, oferecendo a ela e seu ex-companheiro, Mike Thompson, US$1 milhão para aparecer em um filme pornográfico. Hirsch afirmou que o estúdio BBW temáticos produções tornaram-se um gênero muito popular na Vivid.com e VividTV, e ele iria fazer o casal a experiência "agradável" para ambos, bem como dar-lhes entrada criativa.
Em fevereiro de 2015, Alana e June apareceram em um episódio de The Doctors depois que Alana tinha visivelmente ganhado mais peso e pesava 125 kg (57 kg). Ao ver a família de um frigorífico, de uma intervenção de saúde foi organizado para ajudar a Alana perder peso com alimentos mais saudáveis. A ex-estrela infantil deveria perder 12-25 libras (5.4-11.3 kg) antes do final de abril.
Durante uma entrevista com a Inside Edition foi revelado que Alana, com Lauryn e Adam Barta, estavam planejando lançar uma música chamada "Movin' Up". O TLC tinha ameaçado processar a família, como eles não foram autorizados a liberar nada, até que seu contrato expirou no final de maio de 2015.
Inside Edition teve novamente entrevistado a família no final de abril de 2015, sobre a irmã de Alana, Lauryn ser bissexuais. Foi revelado que June foi também bissexuais depois que ela foi descoberto pela Lauryn na entrevista.
June "Mama June" Shannon e Mike "Sugar Bear" Thompson voltarem para o reality em 2015 como participantes de Marriage Boot Camp: Reality Stars 4. Enquanto o casal estava lá para trabalhar no seu casamento, Sugar Bear finalmente revelou sua infidelidade para June, resultando em grande atrito entre os dois. Ele foi revelando, no início de 2016, após o que mostra que o casal tinha oficialmente se separado.

### Controvérsias
Em março de 2019, June e seu namorado, Geno, que já tinha antecedentes criminais, foram presos por porte de drogas em um posto de gasolina no Alabama.De acordo com o site TMZ, havia crack e cachimbo no carro de Mama.

## Episódios
| Temporada | Temporada | Episódios | Exibição original     | Exibição original      |
| Temporada | Temporada | Episódios | Estreia da temporada  | Final da temporada     |
| --------- | --------- | --------- | --------------------- | ---------------------- |
|           | 1         | 10        | 8 de agosto de 2012   | 26 de outubro de 2012  |
|           | 2         | 12        | 17 de julho de 2013   | 11 de setembro de 2013 |
|           | 3         | 12        | 16 de janeiro de 2014 | 6 de março de 2014     |
|           | 4         | 14        | 19 de junho de 2014   | 14 de agosto de 2014   |
|           | 5         | 04        | 21 de abril de 2017   | 21 de abril de 2017    |

### 1ª Temporada (2012)
| N.º na série | N.º na temp. | Título                                          | Lançamento            |
| --- | ------------ | ----------------------------------------------- | --------------------- |
| 1 | 1            | "This Is My Crazy Family" "Minha Família"       | 8 de agosto de 2012   |
| A estrela de concursos Alana, de seis anos, desce do palco e mostra sua vida em família. O verão na Geórgia para eles significa uma coisa: lama. Os membros da família se sujam e se divertem juntos.                                                  |              |                                                 |                       |
| 2 | 2            | "Gonna Be a Glitz Pig" "Brilho"                 | 8 de agosto de 2012   |
| Após a derrota em alguns concursos, Sugar Bear leva um novo animal de estimação para casa para alegrar Alana, um porquinho que ela batiza de Glitzy. June contrata um especialista em etiqueta para ensinar alguns segredos a Alana e a Pumpkin.       |              |                                                 |                       |
| 3 | 3            | "She Oooo'd Herself" "O Grande Concurso"        | 15 de agosto de 2012  |
| Faltam poucas semanas para um grande concurso e June faz o que pode para guardar dinheiro e pagar as inscrições de Alana. |              |                                                 |                       |
| 4 | 4            | "I'm Sassified" "Um Dia no Spa"                 | 15 de agosto de 2012  |
| A família se prepara para o aniversário de casamento de June e Sugar Bear. June e as meninas passam um dia de princesa em um spa. |              |                                                 |                       |
| 5 | 5            | "What Is a Door Nut?" "Momentos Difíceis"       | 22 de agosto de 2012  |
| A família decora a casa toda para a celebração do Natal em pleno julho, como eles sempre costumam fazer; eles têm de se livrar de Glitzy, para tristeza de Honey Boo Boo; Anna tem de ser levada às pressas para o hospital, com contrações.           |              |                                                 |                       |
| 6 | 6            | "A Bunch of Wedgies" "Concurso Rock Star Divas" | 29 de agosto de 2012  |
| Depois de uma ida ao pronto-socorro, Anna recebe instruções para fazer repouso; June e as garotas enfrentam a pesagem final; como June perdeu peso, a família se diverte em um parque aquático antes de ir para um concurso de beleza infantil.        |              |                                                 |                       |
| 7 | 7            | "Shh! It's a Wig" "Piquenique"                  | 5 de outubro de 2012  |
| A família Thompson comemora o Dia da Independência dos Estados Unidos com um piquenique e fogos de artifício; o pai de Honey Boo Boo arruma uma piscina nova; June procura algum enfeite de cabelo que ajude a filha a ganhar um concurso de beleza.   |              |                                                 |                       |
| 8 | 8            | "Time for a Sketti!" "Entretenimento"           | 12 de outubro de 2012 |
| Com o verão chegando ao fim e as garotas ficando entediadas, June pensa em formas de entretê-las; Honey Boo Boo faz uma barraquinha de venda de limonada para levantar fundos para ir ao seu concurso; June faz a refeição favorita da família.        |              |                                                 |                       |
| 9 | 9            | "Ah-choo!" "Atchim!"                            | 19 de outubro de 2012 |
| June leva as garotas ao bingo para tentar ganhar o prêmio de mil dólares; Honey Boo Boo conhece a Miss Geórgia 2011, que lhe dá algumas dicas a respeito de concursos de beleza; a família faz uma festa para comemorar o sétimo aniversário de Honey. |              |                                                 |                       |
| 10 | 10           | "It Is What It Is" "É o Que é"                  | 26 de outubro de 2012 |
| Honey Boo Boo se prepara para seu grande concurso, mas há uma repentina mudança de planos quando Chickadee entra em trabalho de parto; finalmente a pequena Kaitlyn nasce, e é óbvio que ela é um bebê muito especial.                                 |              |                                                 |                       |

### 2ª Temporada (2013)
| N.º na série | N.º na temp. | Título                                                                                 | Lançamento             |
| --- | ------------ | -------------------------------------------------------------------------------------- | ---------------------- |
| 11 | 1            | "Mo' Butter, Mo' Better" "Quanto Mais Manteiga, Melhor"                                | 17 de julho de 2013    |
| As meninas não realizam as tarefas domésticas e June retira seus celulares; a família sai para assistir a uma luta livre profissional; Honey Boo Boo se diverte em uma brincadeira escorregadia com bastante manteiga.                             |              |                                                                                        |                        |
| 12 | 2            | "Turn This Big Mama On" "Festa Quase Surpresa"                                         | 17 de julho de 2013    |
| Sugar Bear faz aniversário e o que mais quer é passar um tempo sozinho com Mama June; June e as meninas planejam uma festa surpresa que não fica em segredo por muito tempo; a família vai competir em karts.                                      |              |                                                                                        |                        |
| 13 | 3            | "It's Always Something With Pumpkin" "A Pumpkin é tão desmiolada ( Presente Especial)" | 24 de julho de 2013    |
| É o aniversário de 13 anos de Lauryn "Pumpkin" e sua mãe sabe exatamente o que ela quer: um sanduíche gigante de carne de porco desfiada; Mike "Sugar Bear" compartilha seu plano secreto para June.                                               |              |                                                                                        |                        |
| 14 | 4            | "The 'M' Word" "Pedido de Casamento"                                                   | 24 de julho de 2013    |
| "Sugar Bear" Mike Thompson está planejando propor casamento a Mama June e as crianças dão toda a força. Ele não está com vergonha de trocar uma panela de fritar peru por um anel de noivado.                                                      |              |                                                                                        |                        |
| 15 | 5            | "Chubby Chaser" "Eles Gostam das Cheinhas"                                             | 31 de julho de 2013    |
| "Sugar Bear" Thompson já pediu Mama June em casamento três vezes, mas ela ainda não tem certeza se quer se casar. Ela parece ter medo da palavra "casamento". Será que ela vai concordar com algum tipo de cerimônia?                              |              |                                                                                        |                        |
| 16 | 6            | "Safety!" "Segurança!"                                                                 | 31 de julho de 2013    |
| Jessica e Anna estudam para o exame de carteira de habilitação; June e Sugar Bear estão preparando a lista de convidados para a cerimônia, mas o plano é interrompido quando ele é levado às pressas para o atendimento de emergência do hospital. |              |                                                                                        |                        |
| 17 | 7            | "Runaway Bride!" "Noiva Fujona"                                                        | 7 de agosto de 2013    |
| June Shannon tem estado ocupada visitando o marido, Sugar Bear, no hospital. Sem poder contar com a ajuda de June, as quatro meninas precisam dar conta das tarefas domésticas.                                                                    |              |                                                                                        |                        |
| 18 | 8            | "Big Girls Wear Lace-Ups" "Coisa de Mocinha"                                           | 14 de agosto de 2013   |
| O casamento está deixando June extremamente estressada. Alana e suas três irmãs sugerem que a mãe e seu pai, Sugar Bear, procurem ajuda profissional.                                                                                              |              |                                                                                        |                        |
| 19 | 9            | "Get Her Chins Vacuumed" "Colar de Sujeira"                                            | 21 de agosto de 2013   |
| Sugar Bear percebe que não tem nada para vestir no casamento e leva as meninas às compras em busca de um smoking; Mama June passa um dia relaxante no spa com direito a depilação no queixo.                                                       |              |                                                                                        |                        |
| 20 | 10           | "Lift and Scoop" "Despedidas de Solteiro"                                              | 28 de agosto de 2013   |
| June sai para comprar um sutiã do tamanho adequado, mas acaba não usando; o casamento está se aproximando e Sugar Bear e June comemoram suas despedidas de solteiro.                                                                               |              |                                                                                        |                        |
| 21 | 11           | "Stress Poops" "Piriri"                                                                | 4 de setembro de 2013  |
| Mama fica presa no banheiro por causa de toda ansiedade e estresse do planejamento da cerimônia; as moças se reúnem para repassar a lista do que ainda precisa ser feito; Sugar Bear e June se encontram com o possível pastor                     |              |                                                                                        |                        |
| 22 | 12           | "Happily Ever After?" "Felizes Para Sempre?"                                           | 11 de setembro de 2013 |
| Mãe de Honey Boo Boo fica estressada por causa da chuva e do caos que ameaçam a cerimônia de casamento; Sugar Bear procura um smoking para a ocasião, mesmo sem gostar de se arrumar.                                                              |              |                                                                                        |                        |

### 3ª Temporada (2014)
| N.º na série | N.º na temp. | Título                                | Lançamento              |
| ------------ | ------------ | ------------------------------------- | ----------------------- |
| 23           | 1            | "The Manper"                          | 16 de janeiro de 2014   |
| 24           | 2            | "The Birds and The Boos"              | 16 de janeiro de 2014   |
| 25           | 3            | "Familymoon"                          | 23 de janeiro de 2014   |
| 26           | 4            | "Hubba Bubba!"                        | 23 de janeiro de 2014   |
| 27           | 5            | "Get a Job"                           | 30 de janeiro de 2014   |
| 28           | 6            | "Funk Shway"                          | 30 de janeiro de 2014   |
| 29           | 7            | "Monkeys Make Very Good Brothers"     | 6 de fevereiro de 2014  |
| 30           | 8            | "Stand Peein' Up"                     | 6 de fevereiro de 2014  |
| 31           | 9            | "Can I Say *****?"                    | 13 de fevereiro de 2014 |
| 32           | 10           | "You Need Your Thumb to Vacuum Clean" | 20 de fevereiro de 2014 |
| 33           | 11           | "Sherlock Poop"                       | 27 de fevereiro de 2014 |
| 34           | 12           | "You're Be Nineteen"                  | 6 de março de 2014      |

### 4ª Temporada (2014)
| N.º na série | N.º na temp. | Título                        | Lançamento           |
| ------------ | ------------ | ----------------------------- | -------------------- |
| 35           | 1            | "3 Generations & 1 Pork Rind" | 19 de junho de 2014  |
| 36           | 2            | "Yodega"                      | 26 de junho de 2014  |
| 37           | 3            | "Bingo Face"                  | 26 de junho de 2014  |
| 38           | 4            | "Top 10 Summer Moments"       | 3 de julho de 2014   |
| 39           | 5            | "Forced Family Fun!"          | 10 de julho de 2014  |
| 40           | 6            | "Civil War"                   | 10 de julho de 2014  |
| 41           | 7            | "Vowel of Silence"            | 17 de julho de 2014  |
| 42           | 8            | "Brain Rest"                  | 17 de julho de 2014  |
| 43           | 9            | "This Couch is on Fire"       | 24 de julho de 2014  |
| 44           | 10           | "Spring Broken"               | 24 de julho de 2014  |
| 45           | 11           | "Girl Power"                  | 31 de julho de 2014  |
| 46           | 12           | "Trouble in Paradise"         | 31 de julho de 2014  |
| 47           | 13           | "Ain't Gonna Leave Me"        | 7 de agosto de 2014  |
| 48           | 14           | "Annabama"                    | 14 de agosto de 2014 |

### 5ª Temporada (2017)
| N.º na série | N.º na temp. | Título                                                  | Lançamento          |
| ------------ | ------------ | ------------------------------------------------------- | ------------------- |
| 49           | 01           | "McInboring" "McEntediante"                             | 21 de abril de 2017 |
| 50           | 2            | "#MamasTheCoolest" "#Mama Descolada"                    | 21 de abril de 2017 |
| 51           | 3            | "My Colors Are the Rainbow" "Minhas Cores do Arco Íris" | 21 de abril de 2017 |
| 52           | 4            | "Fluffy Jelly Bean"                                     | 21 de abril de 2017 |

### Especiais
| N.º | Título                          | Lançamento              |
| --- | ------------------------------- | ----------------------- |
| ES1 | "A Very Boo Halloween To Be..." | 6 de janeiro de 2013    |
| ES2 | "A Very Boo Thanksgiving"       | 13 de janeiro de 2013   |
| ES3 | "You Don't Know Boo!"           | 27 de janeiro de 2013   |
| ES4 | "A Very Boo Christmas"          | 10 de fevereiro de 2013 |
| ES5 | "Halloween Too"                 | 13 de março de 2014     |
| ES6 | "Never Boo-fore Seen"           | 20 de março de 2014     |
| ES7 | "New Years Revolutions"         | 27 de março de 2014     |

## Spin-offs

### Mama June: From Not to Hot
Mama June: From Not to Hot (Mama June: de não quente) é uma série de televisão americana que é transmitido pela WeTV. Em 24 de fevereiro de 2017, de June "Mama June" Shannon voltou à televisão para um novo reality de nove-episódios no canal WE tv, Mama June: From Not to Hot. O reality documentado a sua perda de peso e transformação de 209 para 73 kg. A segunda temporada estreou no dia 12 de janeiro de 2018

### 1ª Temporada (2017)
| N.º na série | N.º na temp. | Título                      | Lançamento              |
| ------------ | ------------ | --------------------------- | ----------------------- |
| 1            | 1            | "Thin-Tervention"           | 24 de fevereiro de 2017 |
| 2            | 2            | "Operation Tummy Boo Boo"   | 3 de março de 2017      |
| 3            | 3            | "Here Comes The Bridezilla" | 10 de março de 2017     |
| 4            | 4            | "Let Boo Boo Eat Cake"      | 17 de março de 2017     |
| 5            | 5            | "Mama Frankenstein"         | 24 de março de 2017     |
| 6            | 6            | "Mama June's Big Reveal"    | 31 de março de 2017     |
| 7            | 7            | "Red Hot Mama"              | 7 de março de 2017      |
| 8            | 8            | "Too Big For TV"            | 14 de março de 2017     |
| 9            | 9            | "The Confrontation"         | 14 de março de 2017     |